# 锯齿管巢蛛
锯齿管巢蛛（学名：Clubiona serrata）为管巢蛛科管巢蛛属的动物。在中国大陆，分布于湖南、云南、四川、湖北等地。该物种的模式产地在湖南、云南、四川、湖北。